# Toke Lars Bjarke
Toke Lars Bjarke (født 27. december 1999) er en dansk skuespiller, rapper og vært. Han har deltaget i DM i Børnerap, hvor han fik en 2. plads. Desuden medvirkede han i filmen Monsterjægerne fra 2009, som Lasse.
Han har, siden han var 3, været vant til at være foran kameraet i reklamer og film, både danske og internationale. I 2007 deltog han i DM i Børnerap, med nummeret "Et smil på Læben". Han har rollen som Morten i Susanne Biers Hævnen, som modtog både en Golden Globe og en Oscar for bedste udenlandske film i 2010.
I Zentropas Western The Salvation 2014 spiller han Mads Mikkelsens søn Kresten.
Desuden modtog han Specialprisen for største talent 2008, fra Århus Filmfestival, for sin rolle i Jeg Vil Være Voksen. 

## Diskografi
Toke Lars Bjarke har udgivet flere raps:
- "Bingo Bango" 2014 GL music
- "Summertime", 2012 Høgsted/Rooster Records
- "Hot Shot Celebrity" 2010, Steinray Records
- "Et Smil På Læben" 2007, Copenhagen Records
- "Så Er Det Fandme Blevet Jul" 2012 (iTunes), 2010 (Youtube, MC Klunke ft. Natascha
- "Uskyldigt Sted" 2011, Vasilije B
- "Klimaspiren" 2008, Arla ft, Amalie og Matthias
- "Vi Styrer" 2009

## Teater
- "Jul i Gammelby" 2012, folketeatret "Mads" (sammen med Ulrik Windfeldt-Schmidt)
- "Debussy" 2012, Hotel Proforma
- "Oktobernat" 2011, Hotel Proforma